# Pstrągówka
Pstrągówka – wieś w Polsce położona w województwie podkarpackim, w powiecie strzyżowskim, w gminie Wiśniowa.
| SIMC    | Nazwa     | Rodzaj    |
| ------- | --------- | --------- |
| 0667336 | Berdechów | część wsi |
| 0667342 | Granice   | część wsi |
| 0667359 | Pod Lasem | część wsi |

W latach 1954-19 wieś była siedzibą gromady Pstrągówka, po jej zniesieniu w gromadzie Wiśniowa. W latach 1975–1998 miejscowość administracyjnie należała do województwa rzeszowskiego.
Miejscowość jest siedzibą parafii Św. Jana Chrzciciela, należącej do dekanatu Frysztak, diecezji rzeszowskiej.